# Phact
Phact eller Alpha Columbae (α Columbae, förkortat Alpha Col, α Col) som är stjärnans Bayerbeteckning, är en stjärna belägen i mellersta delen av stjärnbilden Duvan. Den har en kombinerad skenbar magnitud på 2,6 och är synlig för blotta ögat och den ljusaste stjärnan i stjärnbilden. Baserat på parallaxmätning under Hipparcosuppdraget beräknas den befinna sig på ett avstånd av ca 261 ljusår (80 parsek) från solen.

## Nomenklatur
Alpha Columbae har det traditionella namnet Phact (även Phad, Phaet, Phakt) som härrör från arabiska ألفاجتة - fākh(i) tah[fa:x(i)ta] som betyder "ringduva". Det användes ursprungligen för konstellationen Cygnus som al-Fākhtah, men överfördes senare till denna stjärna. Etymologin av dess namn had ari (okänd mening) har också föreslagits. 
År 2016 organiserade Internationella astronomiska unionen en arbetsgrupp för stjärnnamn (WGSN) med uppgift att katalogisera och standardisera riktiga namn för stjärnor. WGSN:s första bulletin i juli 2016 innehöll en tabell över de första två satserna av namn som fastställts av WGSN, där namnet Phact ingår för denna stjärna.

## Egenskaper
Phact antas vara en ensam stjärna även om den har en svag optisk följeslagare med en vinkelseparation på 13,5 bågsekunder, vilket gör den till en dubbelstjärna. Den är av spektralklass B7 IV, med luminositetsklass IV som anger att den har utvecklats till en underjätte. Spektrumet visar att det är en Be-stjärna omgiven av en het gasformig skiva, som genererar emissionslinjer till följd av väterekombination. Liksom de flesta, om inte alla, sådana stjärnor roterar den snabbt med en projicerad rotationshastighet på 176 km/s. Den azimutala ekvatorialhastigheten kan vara 457 km/s. Den är en misstänkt variabel stjärna av typ Gamma Cassiopeiae (GCAS), med en skenbar magnitud varierande från 2,62 till 2,66.